# Fiesta Nacional de la Navidad
La Fiesta Nacional de la Navidad del Litoral es una celebración que se realiza todos los años en la ciudad de Leandro N. Alem, provincia de Misiones, en Argentina.
Se realiza durante la segunda quincena de diciembre por las principales calles de la ciudad, que son ornamentadas especialmente para la ocasión con materiales reciclados que donan los vecinos durante todo el año. La fiesta incluye un desfile de carrozas, una exposición navideña de artesanías, degustación de gastronomía y espectáculos de lo más variados entre artistas locales, provinciales y nacionales. También hay presentaciones musicales de coros y solistas.
Se realiza desde el año 1995. En 2013 fue declarada como Fiesta Nacional por medio de la resolución N.º 508 del Ministerio de Turismo de la Nación.  La responsable de la organización, programación y ejecución de los actos es la Municipalidad. Anualmente recibe a más de 140 mil visitantes.

## Historia
En 1995 por iniciativa del entonces intendente de la ciudad, Carlos Alberto Jarque, se realiza la primera Fiesta Provincial de la Navidad, que tuvo como motivación reunir a todas las comunidades religiosas, en torno a uno de los hechos más trascendentes que tiene el calendario litúrgico cristiano, la Navidad.
En estas primeras ediciones, la fiesta estuvo abocada al encuentro de grupos corales de música cristiana, alternando con algunas presentaciones teatrales. A lo largo de los años, sufrió diferentes altibajos en cuanto a su faz organizativa. 
En 2011, el intendente Diego Horacio Sartori, decide poner nuevamente en valor a esta festividad. Para este fin, se conforma una Comisión Organizadora, encabezada por Marcelo Horacio Dacher, la cual tuvo a su cargo la diagramación y puesta en marcha del proyecto. Para ello son convocadas todas las iglesias locales, así como diferentes personas e instituciones de la comunidad de Leandro N. Alem.
En 2013, es declarada como "Fiesta Nacional" por medio de la resolución N.º 508 del Ministerio de Turismo de la Nación. Además, el 29 de noviembre de ese año, la ciudad entró en el Libro Guinness de los récords por haber formado el árbol de Navidad humano más numeroso del mundo, conformado por 1982 personas.
En 2014, el Senado de la Nación Argentina declara a la fiesta de "Interés Nacional".

## La Fiesta

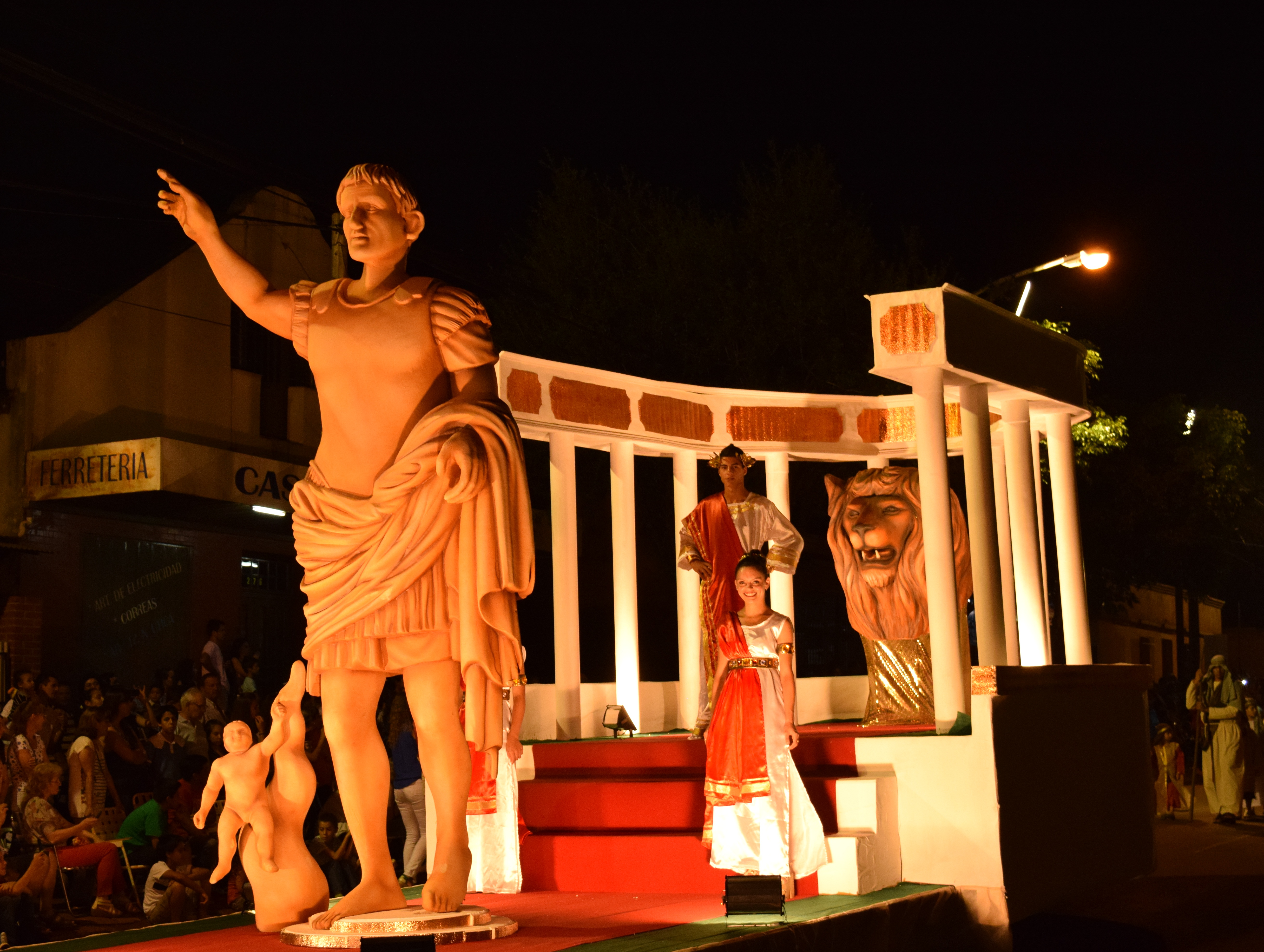
Una veintena de carrozas y más de 500 personas participan del desfile.

### Desfile de carrozas
Durante todo el año funciona en la ciudad un Taller de Decoración que se encarga de la fabricación de parte de las carrozas y vestuarios que luego son exhibidos durante las dos semanas que dura la fiesta. La población de Leandro N. Alem participa activamente donando botellas descartables, que luego se reciclan y se convierten en elementos decorativos. Hasta el 2014, habían sido recicladas más de 400.000 botellas.
Una veintena de carrozas y más 500 de personas participan de un evento que recorre las principales calles de la ciudad y donde se recrean los hechos que rodearon al nacimiento de Jesús.

### Expo navideña

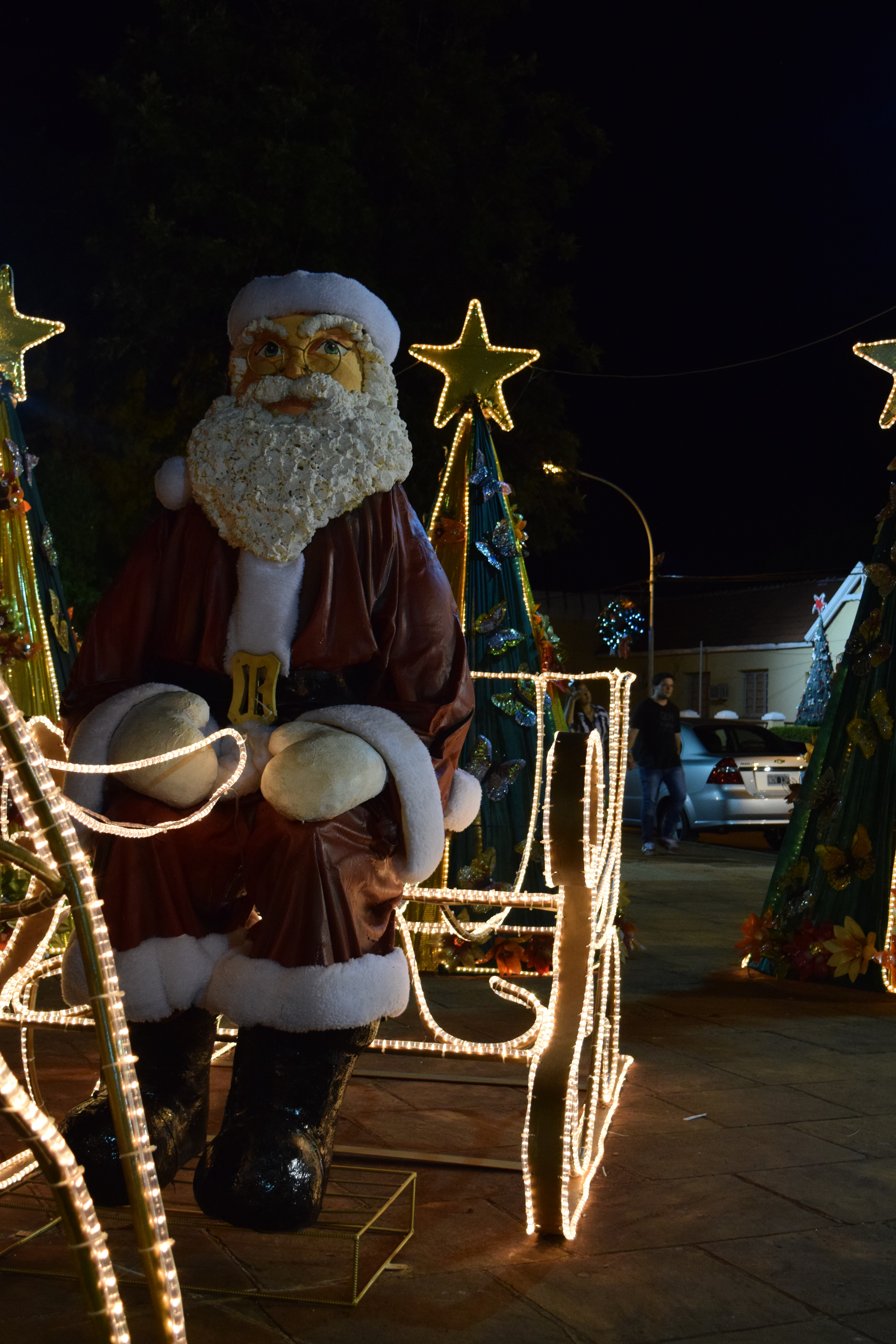
Uno de los Papá Noel que hay a lo largo de la ciudad.

La Expo Navideña está dividida en tres partes. En la primera de ellas se cuenta la historia de Papá Noel y de los cambios a los que tuvo que adaptarse para llegar a Misiones. Los visitantes podrán mezclarse en la fantasía que rodea al célebre personaje y conocer su casa, la fábrica de juguetes y dulces, además de un sinnúmero de atracciones.
Por otro lado, un paseo peatonal presenta una quincena de casitas alpinas donde las Iglesias locales exponen el origen de sus cultos y presentan a los visitantes diferentes elementos relacionados con el nacimiento de Jesús. La expo se completa con stands de comerciantes y artesanos que exhiben productos y servicios.

### Espectáculos
La plaza 20 de Junio de Alem hace de escenario donde durante las jornadas que dura la fiesta hacen su presentación los artistas locales, provinciales y nacionales que dan un marco de brillo y relevancia al evento. Por este escenario pasan diferentes conjutnos musicales, coros y solistas. La cartelera se completa con un cine navideño, obras de teatro y el desfile de carrozas.

### Muestra de pesebres
En la Casa de la Cultura y el Bicentenario Presidente Nestor Carlos Kirchner de Alem se presenta durante la fiesta una exposición de pesebres de diferentes lugares del mundo y de la Argentina. En el recorrido se aprecian múltiples estilos de las escenas que reflejan el nacimiento de Jesús.

## Ecos de la Herencia Ucraniana

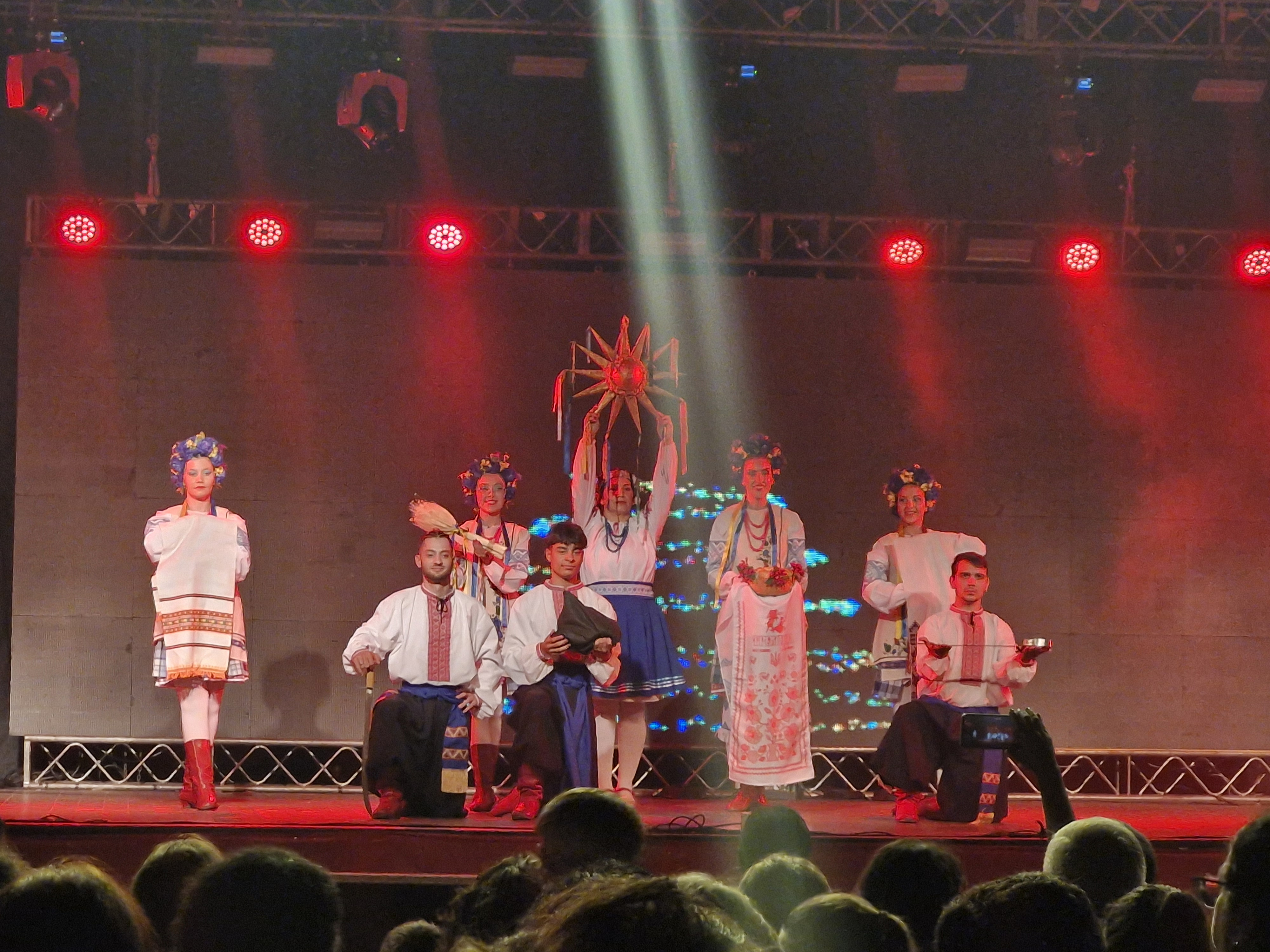
El Ballet Troianda en "Ecos de la Herencia Ucraniana".

Debido a la cantidad de descendientes de inmigrantes ucranianos que hay en la región, la Fiesta Nacional de la Navidad incorpora a partir de 2024 el evento "Ecos de la Herencia Ucraniana", un encuentro de ballets ucranios que tuvo la participación de más de 450 bailarines de nueve grupos de danzas de Misiones, dos de Buenos Aires y uno del estado brasileño de Paraná. Del evento también participó el músico Rulo Grabovieski.

### Participantes de Misiones
- Ballet Troianda (Leandro N. Alem, Parroquia San Pedro y San Pablo)
- Ballet Verjovena (Posadas, Parroquia San Vladimiro)
- Ballet Roksolana (Aristóbulo del Valle, Iglesia San José)
- Ballet Zirka (Posadas, Asociación Cultural 27 de Agosto)
- Ballet Kolomeia (Posadas, Asociación Cultural 27 de Agosto)
- Ballet Vesná (Apóstoles, Parroquia Santísima Trinidad)
- Ballet Vinochok (Jardín América, Parroquia Espíritu Santo)
- Ballet Svitanok (Aristóbulo del Valle, Asociación Ucraniana Ezequiel Guillermo "Keko" Toledo)

### Participantes de Buenos Aires
- Ballet Yeravli (Berisso, Asociación Ucraniana Renacimiento)
- Ballet Lviv (Buenos Aires, Iglesia ortodoxa ucraniana)

### Participantes de Santa Fe
- Ballet Solovey (Rosario, Asociación Civil y Cultura 23 de Agosto)

### Participantes de Brasil
- Grupo Folclórico Kyiv (Pitanga, Estado de Paraná)